# Heart Like a Gun
| Críticas profissionais | Críticas profissionais |
| Avaliações da crítica  | Avaliações da crítica  |
| Fonte                  | Avaliação              |
| ---------------------- | ---------------------- |
| allmusic               | link                   |

Heart Like a Gun é o terceiro álbum de estúdio da cantora de rock Fiona, lançado em 2 de outubro de 1989 pela gravadora Atlantic Records.
O álbum contém três singles, sendo que o primeiro single, "Everything You Do (You're Sexing Me)", um dueto com Kip Winger, foi a música de maior sucesso do álbum e também uma das canções de maior sucesso lançada por ela até hoje, chegando a posição #52 na Billboard Hot 100. Os singles seguintes não conseguiram entrar em nenhuma parada musical.
O álbum conseguiu a posição 150 na Billboard 200.

## Faixas
| N.º | Título                                                        | Duração |  |
| 1.  | "Little Jeannie (Got the Look of Love)"                       | 3:23    |  |
| 2.  | "Everything You Do (You're Sexing Me)" (dueto com Kip Winger) | 4:14    |  |
| 3.  | "Where the Cowboys Go"                                        | 4:46    |  |
| 4.  | "Mariel"                                                      | 4:33    |  |
| 5.  | "Draw the Line"                                               | 3:29    |  |
| 6.  | "Here It Comes Again"                                         | 4:11    |  |
| 7.  | "Bringing in the Beast"                                       | 4:35    |  |
| 8.  | "Victoria Cross"                                              | 4:07    |  |
| 9.  | "Look at Me Now"                                              | 4:14    |  |
| 10. | "When Pink Turns to Blue"                                     | 4:16    |  |

## Desempenho nas paradas musicais
| Parada musical (1990)          | Melhor posição |
| ------------------------------ | -------------- |
| Estados Unidos (Billboard 200) | 150            |